# Carlo Barabino
Carlo Francesco Barabino (Genova, 11 febbraio 1768 – Genova, 3 settembre 1835) è stato un architetto e urbanista italiano.

## Biografia
Barabino fu certamente il più importante e creativo architetto genovese del XIX secolo.
La sua opera, svolta principalmente nell'ambito genovese, fu di enorme importanza per la configurazione ottocentesca della città. La sua matrice culturale, improntata al principi del neoclassicismo, ebbe estrema coerenza formale e influenzò il gusto della prima metà del secolo. La sua opera di urbanista determinò lo sviluppo della città come prima aveva fatto solo Galeazzo Alessi.
Figlio di Antonio Barabino, architetto e imprenditore, ebbe la sua prima formazione all'Accademia ligustica di belle arti di Genova e, nel 1788 andò a Roma, studiando nell'atelier di Giuseppe Barbieri. Nel 1793, dopo aver vinto importati premi d'architettura, tornò a Genova iniziando l'attività professionale.
Agli esordi della sua carriera, in merito al suo progetto di “Prolungamento del Molo di Genova, con bagni, batteria, caserme, e con un monumento al cittadino Colombo per l'uso di fanale”, fu accolto tra i soci di merito della Ligustica il 16 agosto 1795, assieme a Lorenzo Fontana (nipote quest'ultimo di Gaetano Cantoni) e a Giacinto Pellegrini. Il 7 giugno 1802 Barabino venne chiamato all'Accademia per dirigere le scuole riunite di architettura e di ornato, succedendo qui ad Emanuele Andrea Tagliafichi e a Giovanni Battista Cervetto, con incarico triennale.
Tra i primi progetti del Barabino sono i Lavatoi della Repubblica del 1797. A seguito di una causa di malversazione relativa a questa opera, di cui forse Barabino non fu colpevole, dovette passare alcuni anni di attività in sordina, prima di riemergere come principale architetto della città.
In questa prima fase ebbe piccoli incarichi. Nel 1801 fu chiamato a Milano per prendere parte alla giuria che deve esaminare il progetto per il Foro Bonaparte di Giovanni Antonio Antolini.
Nel 1805 aprì lo studio con Giovanni Battista Cervetto. Nel 1818 fu nominato architetto del Comune.
Il 1825 fu un anno chiave per l'architetto che ricoprì per il decennio successivo il ruolo di maggiore architetto della città. Barabino produsse in questi anni alcuni importanti progetti architettonici, primo fra tutti il Teatro Carlo Felice, e fu il principale coordinatore dei piani urbanistici della città, che ne influenzarono lo sviluppo dei successivi decenni.
Barabino ebbe anche un'intensa attività didattica. Già nel 1807 aprì un atelier d'istruzione con il Cervetto. Fu, dal 1808 al 1811 direttore dell'ornato alla medesima Accademia, mentre dal 1824 fino alla morte assunse la direzione dell'intero istituto. 
Tra i suoi allievi Giovanni Battista Resasco e Ignazio Gardella senior.
La morte lo colse nell'epidemia di colera del 1835, quando gli era appena stato affidato il progetto per la realizzazione del cimitero monumentale di Staglieno.

## Principali progetti e realizzazioni a Genova

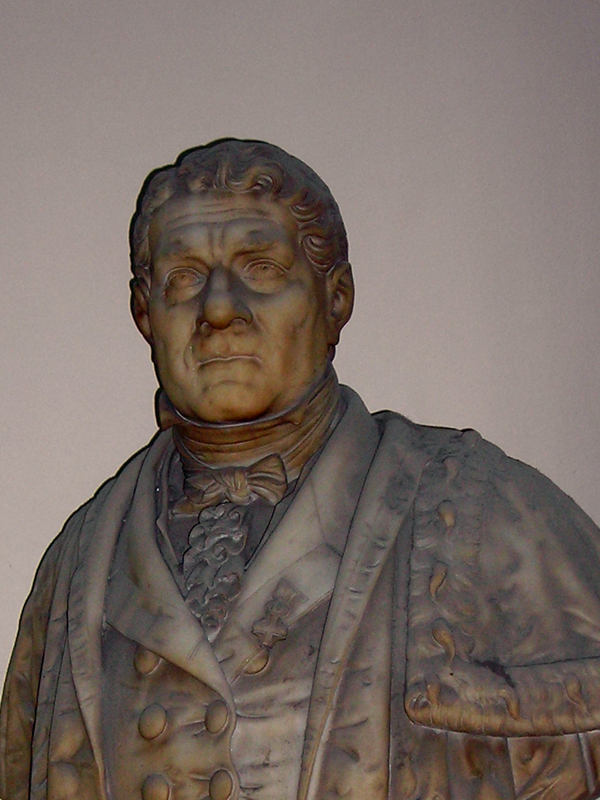
Busto di Carlo Barabino nel vano scala del Palazzo dell'Accademia ligustica di belle arti a Genova (dettaglio), opera di Giovanni Battista Cevasco

- 1796 Casa Masuccone (in piazza Matteotti, tra la piazza, vico Notari, vico delle Erbe).
- 1797 Lavatoi pubblici dei Servi (oggi nei Giardini Baltimora, restaurati e ambientati nuovamente da Ignazio Gardella).
- 1819 Facciata della Basilica di San Siro.
- 1821 Progetto per il parco dell'Acquasola. I lavori del parco verranno diretti dall'architetto tra il 1825-1826. In questa realizzazione unisce in un unico terrazzamento il Bastione dell'Acquasola, i mucchi dell'Acquasola, le mura dell'Acquasola arrivando al bastione di Luccoli, occupato dalla Villetta DiNegro.
- 1825 Propone il Progetto per aumentare le abitazioni nella città di Genova. Tale piano urbanistico concepisce un'espansione urbana per assi rettilinei esterni a quella che era la città medioevale. Lo sviluppo successivo della città, pur nelle differenze realizzative, manterrà di questo piano il sistema per assi rettilinei.
- 1825 - 1828 Teatro Carlo Felice. Il teatro fu inaugurato nel 1828. L'edificio è stato bombardato durante la seconda guerra mondiale, e poi quasi completamente demolito e ricostruito su progetto di Ignazio Gardella e Aldo Rossi. Sono stati mantenuti il pronao ed il portico originali, ed è stato ricostruito filologicamente il frontone laterale.
- 1826 Oratorio di Nostra Signora del Rosario.
- 1826 - 1832 Palazzo dell'Accademia ligustica di belle arti.
- 1834 Progetto per la facciata della chiesa dell'Annunziata, che riprende un precedente progetto del 1816 (il progetto fu realizzato, con variazioni e incompleto, dal suo allievo Giovanni Battista Resasco).
- 1834 Progetto per il ponte sifone per l'acquedotto civico (Acquedotto storico di Genova), che attraversa la valletta del Cimitero monumentale di Staglieno.
- 1835 Progetto per il Cimitero monumentale di Staglieno (anche questo fu realizzato dal suo allievo Giovanni Battista Resasco).

## Archivio
Il fondo di Carlo Barabino è costituito essenzialmente dai disegni che sono stati venduti dagli eredi dell'architetto ad un rivenditore di libri antichi. Su segnalazione di quest'ultimo, il Centro Servizi Bibliotecari di architettura, vista l'eccezionalità dei documenti, ne ha predisposto l'acquisto nell'anno 2006. Nel 2008 la dott.ssa Antonella Mastrorilli, collaboratrice del Centro Servizi Bibliotecari, ha redatto un elenco descrittivo dei disegni nell'ambito di un progetto di riordinamento ed inventariazione del fondo, per valorizzarlo e renderlo fruibile.